# Анбо
Анбо (фр. Annebault) насеље је и општина у северној Француској у региону Доња Нормандија, у департману Калвадос која припада префектури Лисје.
По подацима из 2011. године у општини је живело 410 становника, а густина насељености је износила 74,01 становника/km². Општина се простире на површини од 5,54 km². Налази се на средњој надморској висини од 141 метар (максималној 153 m, а минималној 60 m).

## Демографија
| 1962. | 1968. | 1975. | 1982. | 1990. | 1999. | 2011. |
| ----- | ----- | ----- | ----- | ----- | ----- | ----- |
| 246   | 253   | 253   | 259   | 317   | 347   | 410   |

График промене броја становника у току последњих година